# Оолітик (Індіана)
Оолітик (англ. Oolitic) — місто (англ. town) в США, в окрузі Лоуренс штату Індіана. Населення — 1137 осіб (2020).

## Географія
Оолітик розташований за координатами 38°53′33″ пн. ш. 86°31′31″ зх. д. / 38.89250° пн. ш. 86.52528° зх. д. (38.892496, -86.525239).  За даними Бюро перепису населення США в 2010 році місто мало площу 2,03 км², уся площа — суходіл.

## Демографія
Згідно з переписом 2010 року, у місті мешкали 1184 особи в 534 домогосподарствах у складі 334 родин. Густота населення становила 584 особи/км².  Було 587 помешкань (290/км²).
Расовий склад населення:
| - 98,7 % — білих - 0,3 % — чорних або афроамериканців - 0,3 % — азіатів |

До двох чи більше рас належало 0,6 %. Частка іспаномовних становила 1,0 % від усіх жителів.
За віковим діапазоном населення розподілялося таким чином: 22,1 % — особи молодші 18 років, 60,8 % — особи у віці 18—64 років, 17,1 % — особи у віці 65 років та старші. Медіана віку мешканця становила 41,0 року. На 100 осіб жіночої статі у місті припадало 101,0 чоловіків;  на 100 жінок у віці від 18 років та старших — 92,5 чоловіків також старших 18 років.
Середній дохід на одне домашнє господарство  становив 56 319 доларів США (медіана — 45 921), а середній дохід на одну сім'ю — 58 163 долари (медіана — 51 650). Медіана доходів становила 45 602 долари для чоловіків та 30 673 долари для жінок. За межею бідності перебувало 22,1 % осіб, у тому числі 50,7 % дітей у віці до 18 років та 11,0 % осіб у віці 65 років та старших.
Цивільне працевлаштоване населення становило 461 осіб. Основні галузі зайнятості: освіта, охорона здоров'я та соціальна допомога — 23,0 %, виробництво — 20,0 %, публічна адміністрація — 11,3 %, науковці, спеціалісти, менеджери — 8,7 %.